# Harvard Mark I
Harvard Mark I službeno ime IBM Automatic Sequence Controlled Calculator (ASCC), Sveučilište u Harvardu , i bilo je prvo veće automatsko digitalno računalo u SAD. Mnogi su smatrali da je prvi univerzalni kalkulator.
Elektro-mehanički ASCC projektirao je Howard H. Aiken, izgrađenu u IBM-u i otpremljeno u Harvardtokom veljače 1944. U svibnju započinje raditi za mornarički biro SAD, dok je službena predaja sveučilištu izvršena 7. kolovoza 1944. Glavna prednost Mark I je potpuna automatizacija— nije trebalo ručno prepravljanje kada započne s radom. Pojava računala Mark I označilo je "početak ere modernih računala" i "pravu zoru računarskog doba".

## Vanjske poveznice
- ASCC korisnički priručnik (PDF) (engleski)